# Giovan Gioseffo Dal Sole

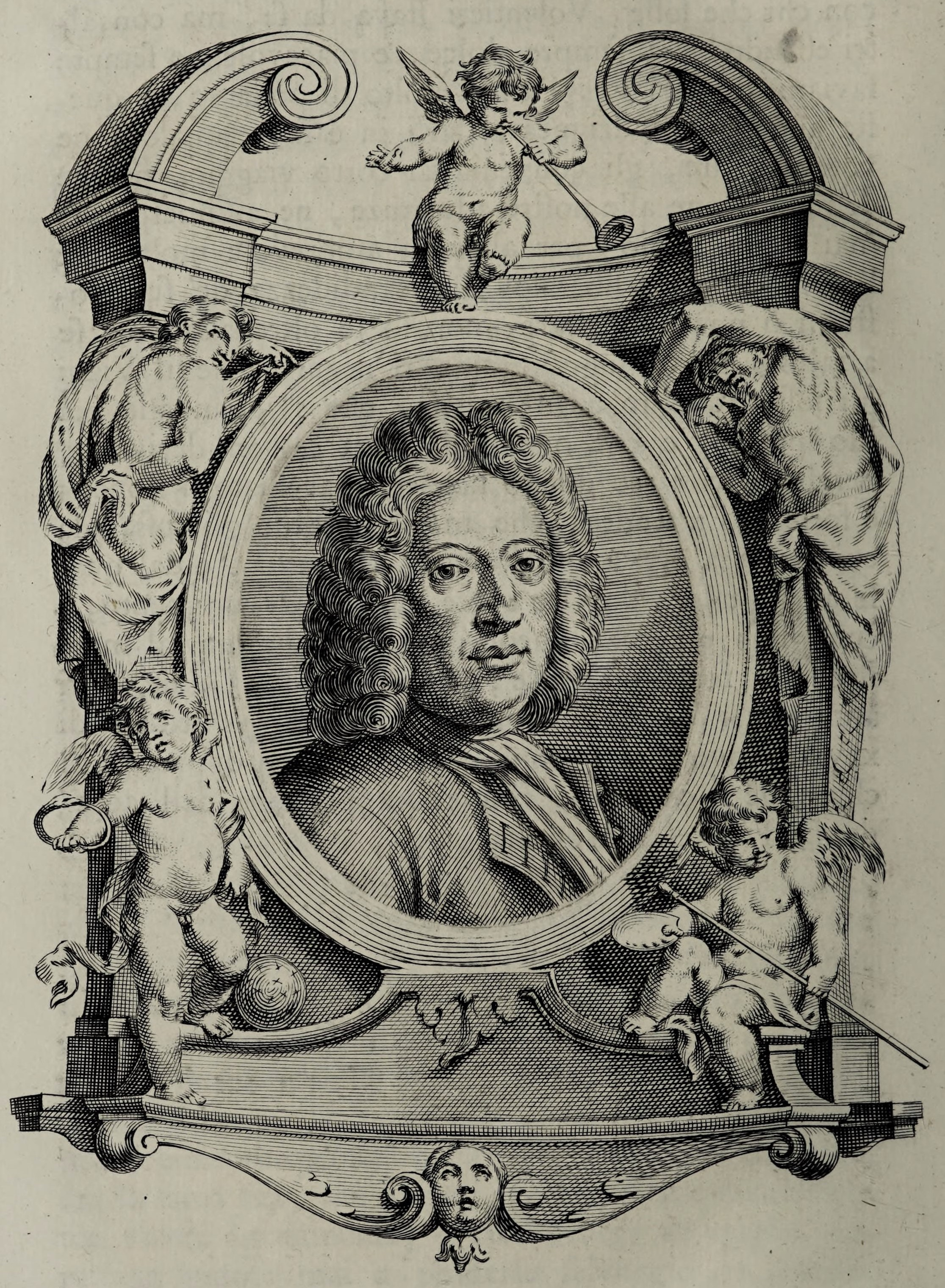
Ritratto di Giovan Gioseffo Dal Sole (bulino).

Giovan Gioseffo Dal Sole (Bologna, 10 dicembre 1654 – Bologna, 22 luglio 1719) è stato un pittore e incisore italiano, del periodo tardo-barocco appartenente alla scuola bolognese.

## Biografia

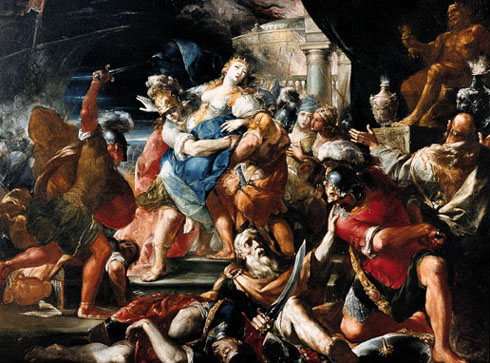
La Morte di Priamo

Fu figlio di Susanna de' Castellini e del pittore paesaggista Antonio Maria Dal Sole (1606-1677), «detto dai Paesi [...] perché in questi fece molto onore al suo maestro Francesco Albani», il quale pose Giovan Gioseffo alla bottega dell'amico Domenico Maria Canuti (1626-1684) fino al 1672, anno nel quale il Canuti dovette lasciare Bologna per recarsi a Roma.
Il giovane apprendista passò allora nella bottega di Lorenzo Pasinelli (1629-1700), del quale studiò e copiò le opere, seguitandone «sino a una certa età» la maniera, tanto che permangono tuttora incertezze di attribuzione tra alcune opere del Pasinelli e quelle del suo giovane allievo, come può essere per la Venere dormiente spiata da due satiri di Parma, per lo Svenimento di Ester in collezione bolognese o per la Giuditta di Minneapolis.
Dipinse la cupola di Santa Maria dei Poveri a Bologna e una pala d'altare per la Chiesa del Suffragio di Imola.
Fu uno dei pittori che contribuirono alla composizione delle scene per la Galleria dell'Eneide del Palazzo Buonaccorsi di Macerata, decorazione che impiegò alcuni dei maggiori pittori del momento.
Di tele da lui dipinte negli anni Settanta non c'è più traccia: tra le prime che ci sono conservate, è la pala del Sant'Andrea apostolo della chiesa di Balignano e l'Ercole e Onfale di Dresda, databili al 1682, soggetto, quest'ultimo, già trattato dal suo maestro Canuti nel quadro dell'Archiginnasio di Bologna rispetto al quale, però, di impronta tutta barocca, quello di Gioseffo mostra un'adesione classicista, secondo «lo stile elegante e ameno di Guido Reni».
Due sue dipinti, Diana con Cupido e Estasi della Maddalena furono ritrovati a Palazzo Spalletti-Trivelli di Bologna mentre gli è attribuito un quadro raffigurante Salomé con San Giovanni Battista conservato oggi presso il Fitzwilliam Museum di Cambridge e gli affreschi del salone della musica di Palazzo Mansi a Lucca (sulle pareti l'Incendio di Troia e il Giudizio di Paride, sulla volta il Banchetto degli dei).
Presso la sua bottega transitarono alcuni artisti di livello quali Pietro Antonio Magatti Felice Torelli, Lucia Casalini (moglie dello stesso Torelli), Antonio Beduzzi, Francesco Monti, Gioseffo Vitali, Donato Creti, Giovanni Batista Grati, Cesare Mazzoni, Francesco Pavona, e Francesco Comi detto il Fornaretto, oltre i fiorentini Mauro Soderini, Vincenzo Meucci e Giovanni Domenico Ferretti. Nel primo decennio del Settecento fu maestro di Giacomo Zoboli, prima che questi si trasferisse a Roma attorno al 1712.
Una lapide posta nel Corridoio di accesso al Chiostro del 1500, nel cimitero monumentale della Certosa di Bologna, segnala che dal 1870 il suo cranio era conservato in un loculo un tempo affiancato a quelli di Ferdinando Marsili e Guido Reni, i quali sono stato spostati nella Chiesa di San Domenico nel 1950 per volere dell'Accademia Clementina e del Comitato per Bologna storica e artistica. L'informazione della lapide è da considerarsi superata per via dello spostamento della stessa, tuttavia il cranio di Dal Sole era segnalato come ancora conservato in Certosa nel 1937.

## Opere
- Balignano, FC, Chiesa parrocchiale, Sant'Andrea apostolo, o/tl, 210 x 170 cm, ca 1682
- Bologna, Pinacoteca Nazionale, Santa Maria Maddalena, o/tl, 127 x 95 cm, ca 1682
- Dresda, Staatliche Kunstsammlungen, Gemäldegalerie, Ercole e Onfale, o/tl, 87 x 66 cm, ca 1682
- Torino, Galleria Sabauda, Lucrezia, o/tl, 135 x 160 cm, ca 1685
- Lucca, Museo Nazionale di Palazzo Mansi, decorazione del Gran Salone da Musica
- Santarcangelo di Romagna, chiesa collegiata di San Michele Arcangelo, San Michele arcangelo con i Santi Francesco e Agata